# Kemba Nelson
Kemba Nelson (ur. 23 lutego 2000 w Montego Bay) – jamajska lekkoatletka specjalizująca się w biegach sprinterskich, olimpijka (2024).
W 2022 startowała na mistrzostwach świata w Eugene, podczas których indywidualnie dotarła do półfinału biegu na 100 metrów, a sztafecie 4 × 100 metrów zdobyła srebrny medal. Na igrzyskach Wspólnoty Narodów w tym samym roku zdobyła brązowy medal w sztafecie 4 × 100 metrów.
Medalistka mistrzostw Jamajki. Stawała na podium mistrzostw NCAA oraz CARIFTA Games.

## Osiągnięcia
| Rok  | Impreza                       | Miejsce    | Konkurencja             | Lokata     | Wynik |
| ---- | ----------------------------- | ---------- | ----------------------- | ---------- | ----- |
| 2018 | Mistrzostwa świata juniorów   | Tampere    | sztafeta 4 × 100 metrów | eliminacje | DQ    |
| 2019 | Młodzieżowe mistrzostwa NACAC | Querétaro  | bieg na 100 metrów      | 8. miejsce | 13,75 |
| 2022 | Mistrzostwa świata            | Eugene     | bieg na 100 metrów      | półfinał   | 11,25 |
| 2022 | Mistrzostwa świata            | Eugene     | sztafeta 4 × 100 metrów | 2. miejsce | 41,18 |
| 2022 | Igrzyska Wspólnoty Narodów    | Birmingham | sztafeta 4 × 100 metrów | 3. miejsce | 43,08 |
| 2024 | Igrzyska olimpijskie          | Paryż      | sztafeta 4 × 100 metrów | 5. miejsce | 42,29 |

## Rekordy życiowe
- bieg na 60 metrów (hala) – 7,05 (2021)
- bieg na 100 metrów – 10,88 (2022) / 10,85w (2022)
- bieg na 200 metrów – 22,74 (2022)